# تلميسارتان/هيدروكلوروثيازيد
تيلميسارتان/هيدروكلوروثيازيد، يباع تحت الاسم التجاري ميكارديس HCT وغيرها، هو دواء يستخدم لعلاج ارتفاع ضغط الدم. هو مركبٌ من مضادات مستقبلات الأنجيوتينسن II وهيدروكلورثيازيد مدر للبول. يُمكن استخدامه إذا لم يكن تلميسارتان وحده كافيًا. يؤخذ هذا الدواء عن طريق الفم.
تشمل الآثار الجانبية الشائعة الدوخة والتهابات الجهاز التنفسي العلوي والغثيان والإسهال والتعب. قد تشمل الآثار الجانبية الشديدة القصور الكلوي واضطرابات الكهرل وردود الفعل التحسسية. الاستخدام أثناء الحمل قد يضر بالجنين. يعمل تلميسارتان عن طريق منع تأثيرات الأنجيوتينسن II بينما يعمل هيدروكلوروثيازيد عن طريق تقليل قدرة الكلي على الاحتفاظ بالمياه.
تمت الموافقة على التركيبة للاستخدام الطبي في الولايات المتحدة في عام 2000. هذه التركيبة مُدرجة في قائمة الأدوية الأساسية لمنظمة الصحة العالمية، وهي الأدوية الأكثر أمانًا وفعالية في النظام الصحي. وهو متوفر كدواء عام. شهر من الأدوية يكلف هيئة الخدمات الصحية الوطنية (المملكة المتحدة) حوالي 17 جنيهًا إسترلينيًا اعتبارًا من 2018. في الولايات المتحدة يُكلف حوالي 65 دولارًا أمريكيًا شهريًا اعتبارًا من عام 2019.